# Партијска тврђава Ниса
Ниса или Партониса (туркменски: Gadymy Nusaý) је археолошки локалитет старог ахеменидског града, касније познатог као Митридакерт или Мирдаткарт. Налазио се у средњој Азији на историјском Путу свиле у Туркменистану, код модерног села Багира, 18 км северозападно од Ашгабата. Свој врхунац је доживио у 3. веку п. н. е. када је постао прва престоница Партског царства. Уписан је на УНЕСКО-в Списак места Светске баштине у Азији и Аустралазији 2007. године као јединствени остаци прве партијске престонице у којој се препознају елементи перcијске културе, али и старе Грчке и Рима са запада.

## Историја
Ово подручје је било насељено још у 4. миленијуму п. н. е., а насеље је постојало још у 1. миленијуму п. н. е. Међутим, према предању основао га је краљ Арсак I (владао од око 250—211. п. н. е.) и од тада је, између осталог, био и главна некрополом партијских краљева, иако још увек није утврђено да ли је тврђава Ниса била краљевска резиднеција или маузолеј. Тај најстарији град је био петострано утврђење са зидинама од збијене земље високим 5-7 метара и дебелим око 8-9 м. Унутра су били торњеви од опеке и војне округле бараке пречника око 17 м, те маузолеји с великим средишњим двориштем (38 x 38 м).
Археолошка ископавања су открила два утврђена спојена града (Стара и Нова Ниса) с богатим државним, стамбеним и верским грађевинама. Град се налазио на стратешком положају пресека трговачких путева север-југ и исток-запад, али је служио и као утврђена граница против римског војног ширења. Многа хеленистичка дела су ископана, попут церемонијалних ритона, те новца с призорима из митологије. Данас се налазе у Археолошком музеју у Ашгабату.
Митридат I (171—138. п. н. е.) га је преименовао у Митрадаткирт ("Митридатова тврђава"), што се зна с једне глинене плочице (од 2,700 пронађених на локалитету) исписане клинастим писмом. Током прве деценије 1. века погодио га је страшан земљотрес од ког се никада није опоравио.
Год. 224., након распада Партијског царства, Ниса је постала део Сасанидског царства, али изгубила на важности и постепено је губила становништво. Али остала је важна трговачка станица током исламског раздобља све до 14. века.